# Xã Battle, Quận Ida, Iowa
Xã Battle (tiếng Anh: Battle Township) là một xã thuộc quận Ida, tiểu bang Iowa, Hoa Kỳ. Năm 2010, dân số của xã này là 196 người.